# Lezica-Melilla

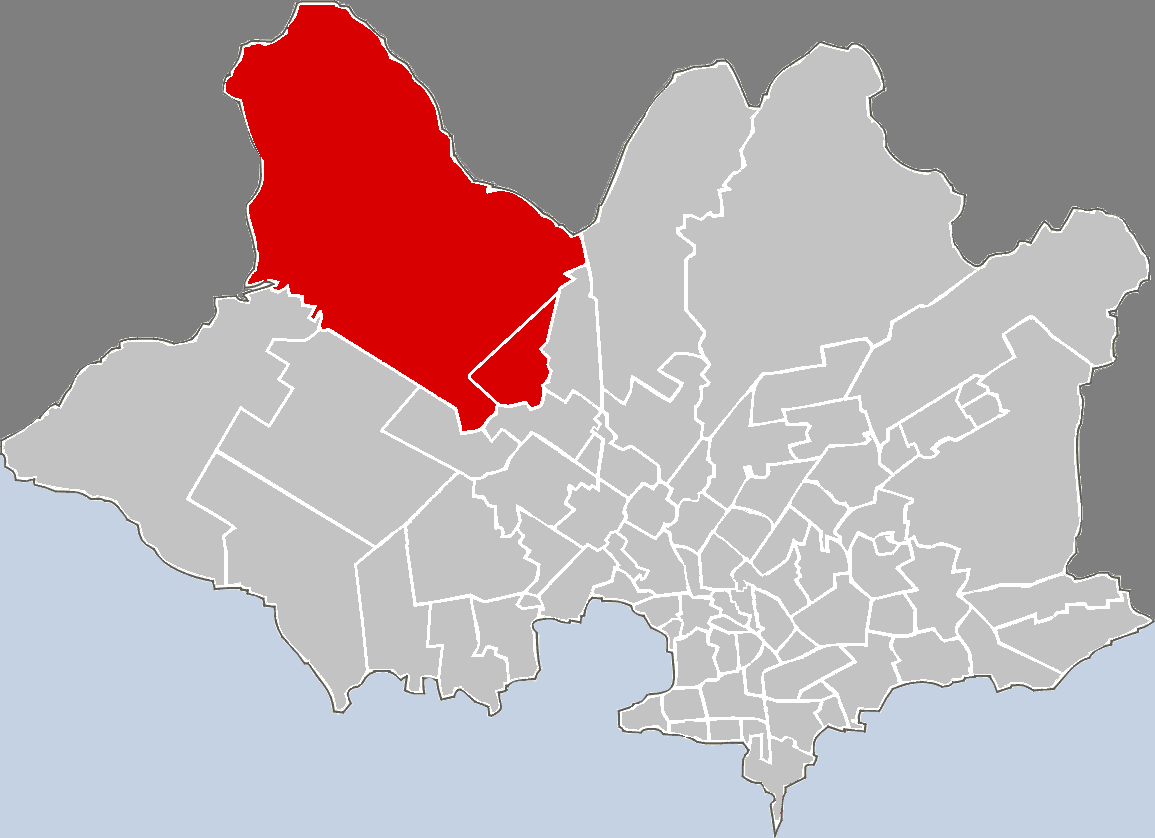
Lage von Lezica-Melilla in Montevideo

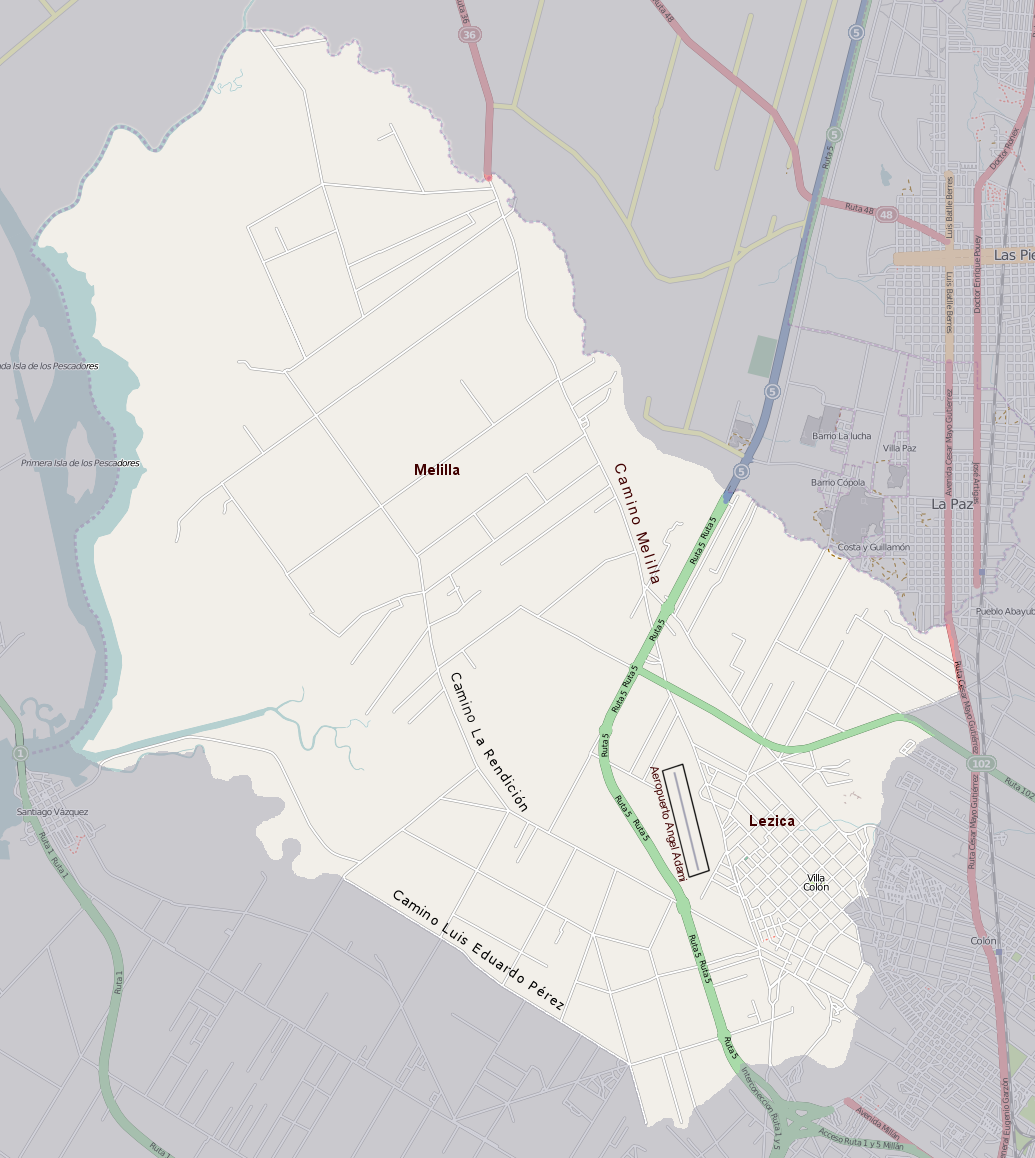
Plan von Lezica-Melilla

Lezica-Melilla ist ein Stadtviertel (Barrio) der uruguayischen Hauptstadt Montevideo.
Das Barrio grenzt an die Stadtviertel Paso de la Arena (Südwesten, Süden), Conciliación (Süden), Colón Centro y Noroeste (Süden, Südosten) und Colón Sureste-Abayubá (Osten). Im Norden schließt das Nachbardepartamento Canelones an. Das Gebiet von Lezica-Melilla ist dem Municipio G zugeordnet.